# Mundus
Pour les articles homonymes, voir Mundus (homonymie).
Le mundus est chez les Étrusques le nom de  la fosse circulaire destinée aux offrandes aux divinités souterraines, dont l'emplacement est défini par le rite de templum du bornage étrusque de fondation des villes.
Ce puits, défini par un axe vertical, équilibre le cardo et le decumanus, les axes horizontaux et orthogonaux du monde, et constitue, renversée, une image du ciel. 
Chez les Romains, ayant repris beaucoup des rites étrusques, il est creusé lors de la fondation de Rome par Romulus près du Comitium et correspondrait à l'emplacement occupé par l'Umbilicus Urbis Romae.